# Диксон (Небраска)
Диксон (енгл. Dixon) град је у америчкој савезној држави Небраска.

## Демографија
По попису из 2010. године број становника је 87, што је 21 (-19,4%) становника мање него 2000. године.
| Група             | 2000.      | 2010.      |
| Белци             | 98 (90,7%) | 86 (98,9%) |
| Афроамериканци    | 0 (0,0%)   | 0 (0,0%)   |
| Азијати           | 0 (0,0%)   | 0 (0,0%)   |
| Хиспаноамериканци | 10 (9,3%)  | 0 (0,0%)   |
| Укупно            | 108        | 87         |